# Lioré et Olivier LeO H-15
Dimensions
Le Lioré et Olivier LeO H-15 est un hydravion à coque commercial biplan trimoteur construit en bois, réalisé en France durant l'Entre-deux-guerres par le constructeur aéronautique Lioré et Olivier. Il effectua son premier vol le 10 juin 1926. Un seul exemplaire fut construit.